# Беменкірх
Беменкірх (нім. Böhmenkirch) — громада в Німеччині, знаходиться в землі Баден-Вюртемберг. Підпорядковується адміністративному округу Штутгарт. Входить до складу району Геппінген.
Площа — 51,08 км2. Населення становить 5509 ос. (станом на 31 грудня 2020).